# Cromartie (Terminator)
Cromartie is een personage uit de Amerikaanse televisieserie Terminator: The Sarah Connor Chronicles, een spin-off van de Terminator-filmreeks. In de pilotaflevering werd hij gespeeld door Owain Yeoman, maar in de rest van de serie wordt hij gespeeld door Garret Dillahunt. In het eerste seizoen speelde hij maar een paar keer mee, maar sinds het tweede seizoen van de serie is hij een vast personage.

## Achtergrond
Cromartie is een Terminator van het model T-888. Hij lijkt qua bouw op de T-800 uit de films, maar heeft een iets geavanceerdere persoonlijkheid. Ook is zijn endoskelet versterkt met extra pantserplaten.
Cromartie is een van de vele Terminators gestuurd door Skynet om John Connor te doden.

## Rol in de serie
In de pilotaflevering doet Cromartie zich voor als een vervangende leraar op Johns school. Hij probeert John te doden, maar die ontsnapt dankzij Cameron Phillips. Cameron rijdt Cromartie later omver met een truck, waardoor hij tijdelijk wordt uitgeschakeld. Hij herstelt zichzelf, en achtervolgt John en Cameron naar een bank. Hij is net te laat om te voorkomen dat de twee, samen met Johns moeder Sarah, naar het jaar 2007 afreizen. Cromartie wordt zelf beschoten met een energiegeweer, waardoor zijn hoofd van zijn lichaam wordt gescheiden en zijn biologische huid vernietigd.
Over de jaren kan Cromartie zijn lichaam opnieuw opstarten. Met behulp van een wetenschapper genaamd Dr. Flemming creëert Cromartie voor zichzelf een nieuwe huid. Ook laat hij zijn gezicht veranderen door een plastisch chirurg. Hij laat zijn gezicht modelleren naar dat van een man genaamd Lazlo. Vervolgens doodt hij de echte Lazlo, en neemt diens identiteit over.
In het jaar 2007 neemt Cromartie tijdelijk de identiteit aan van FBI-agent Robert Kester, en heropent zijn jacht op de Connors. Hiervoor laat hij geen middel ongebruikt. Zo vermoordt hij een volledig FBI-team, en gebruikt kennissen van de Connors om de Connors uit hun schuilplaats te lokken.